# Torres de Barbués
Torres de Barbués es un municipio de la provincia de Huesca, a 345 metros sobre el nivel del mar. Está en la Depresión del Ebro, en lo que se conoce como los Llanos de la Violada. Dista 23 km de Huesca en dirección sur. El término municipal cuenta con 13,94 kilómetros cuadrados. Pertenece a la comarca de los Monegros. El río Flumen atraviesa el término municipal, pasando unos cientos de metros al norte de la iglesia. Las localidades más cercanas son Barbués (2 km), Almuniente (3 km), Valfonda de Santa Ana (4 km), Frula (4 km) y Sangarrén (6 km).

## Creación de Valfonda de Santa Ana
Durante la dictadura del general Franco, en el marco del proyecto de colonización que se estaba emprendiendo en los Monegros, se creó en el término municipal un nuevo asentamiento llamado Valfonda de Santa Ana.

## Administración y política
| Período             | Alcalde                                   | Partido |  |
| ------------------- | ----------------------------------------- | ------- |  |
| 1938                | Jesús Salinas                             |         |  |
| 1939-1940           | Agustín Liesa                             |         |  |
| 1940-1963           | Gregorio Lacasa                           |         |  |
| 1964-1979           | Prudencio Novales Liesa                   |         |  |
| 1979-1983           | Pedro Garcés Torrabias                    | Ind.    |  |
| 1983-1987           | Joaquín Liesa Pisa                        | PSOE    |  |
| 1987-1991           | José Salamanca León                       | PSOE    |  |
| 1991-1995           | José Salamanca León                       | PSOE    |  |
| 1995-1999           | José Salamanca León                       | PSOE    |  |
| 1999-2001 2002-2003 | José Salamanca León Ramón Clavería Nogués | PSOE    |  |
| 2003-2007           | Celsa Ana Rufas Acín                      | PP      |  |
| 2007-2011           | Celsa Ana Rufas Acín                      | PP      |  |
| 2011-2015           | Celsa Ana Rufas Acín                      | PP      |  |
| 2015-2019           | Valentín Calle García                     | PSOE    |  |
| 2019-2023           | Valentín Calle García                     | PSOE    |  |
| 2023-               | Valentín Calle García                     | PSOE    |  |

| Partido político    | Partido político                                   | 2003   | 2007   | 2011   | 2015   |
| Partido político    | Partido político                                   | Ediles | Ediles | Ediles | Ediles |
|                     | Partido de los Socialistas de Aragón (PSOE-Aragón) | 3      | 2      | 2      | 5      |
|                     | Partido Popular de Aragón (PP)                     | 3      | 5      | 5      | 2      |
|                     | Partido Aragonés (PAR)                             | 1      | —      | —      | —      |
| Total de concejales | Total de concejales                                | 7      | 7      | 7      | 7      |

## Demografía
Torres de Barbués cuenta con una población de 270 habitantes (INE 2024).
| Gráfica de evolución demográfica de Torres de Barbués entre 1842 y 2021 |
| |
| Población de derecho según los censos de población del INE Población de hecho según los censos de población del INEEntre el censo de 1857 y el anterior, este municipio desaparece porque se integra en el municipio Barbués Entre el censo de 1930 y el anterior, aparece este municipio porque se segrega del municipio Barbués |

## Iglesia

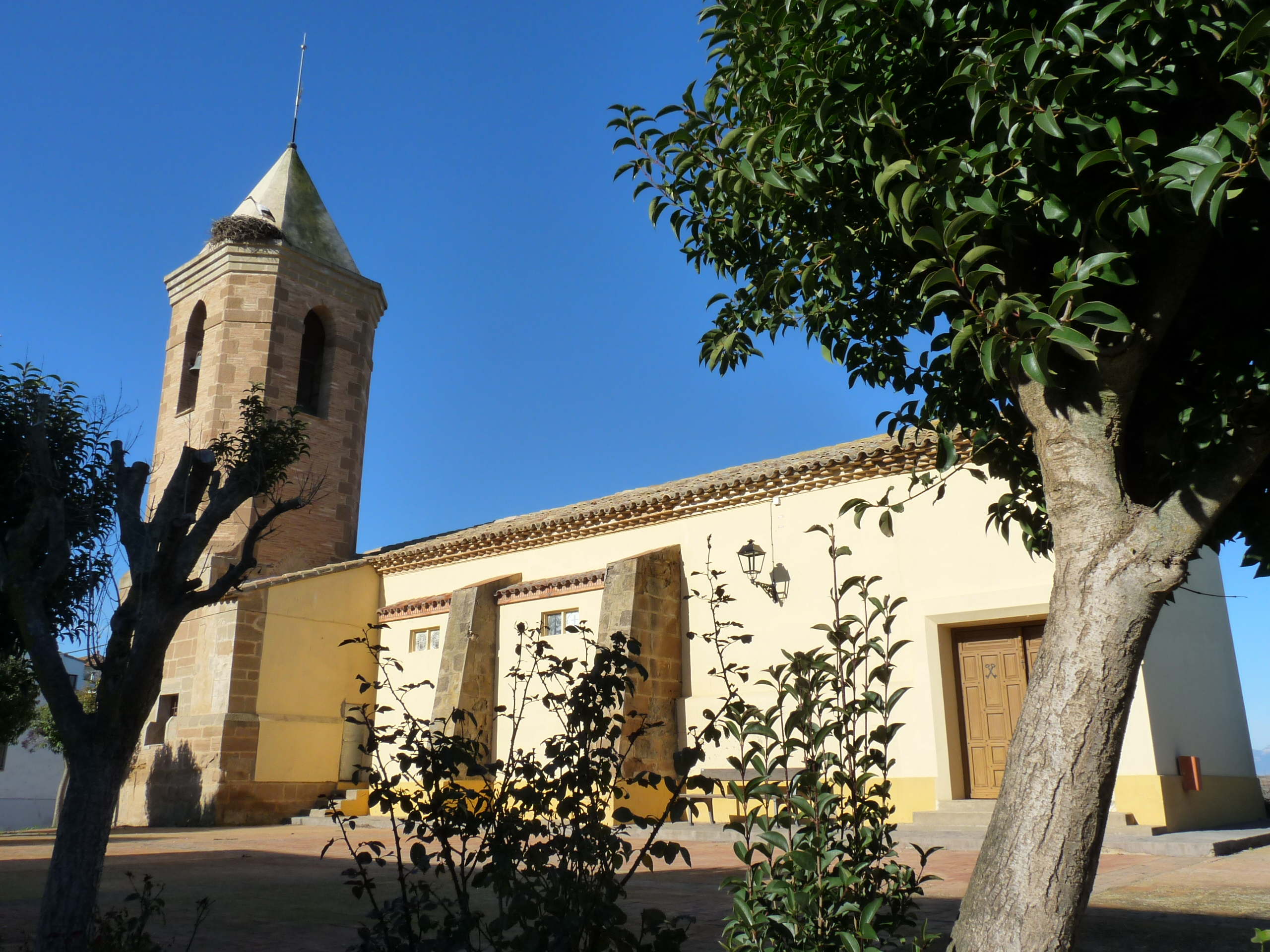
Iglesia de San Pedro

La iglesia del pueblo recibe el nombre del patrón de la localidad, San Pedro, y fue construida en el siglo XVII aunque fue remodelada posteriormente. De estilo barroco, es de nave única, de cinco tramos. Las cubiertas son de bóveda de cañón con lunetos sobre arcos perpiaños que se apoyan en pilares. Entre ellos se encuentran varias capillas con bóvedas de cañón rebajado.
La torre del campanario fue construida a finales de siglo XIX. Es de planta rectangular, de tres cuerpos de sillería y ladrillo. Se remata con un capitel de ángulos ochavados con cubierta piramidal. Fue rehabilitada e inaugurada el 17 de diciembre de 2011.
En la madrugada del 21 de abril de 2017, la torre de la iglesia se desplomó sin causar daños personales, quedando reducida a escombros. Este suceso causó una enorme tristeza entre todos los torresinos, que actualmente celebran la misa en el club social con la colaboración incondicional de las mairalesas y vecinos.

## Casa de los Rufas
Los Rufas fueron unos terratenientes que tuvieron su principal residencia en Torres. Su mansión, ya en ruinas, que data de principios del siglo XX, es de planta rectangular y tiene tres pisos.

## Otros datos de interés
- El código postal es el 22255.
- El teléfono del Ayuntamiento es el 974390594.
- El teléfono del consultorio médico en Torres de Barbués es el 974390416 y en Valfonda es el 974390216.
- Las fiestas se celebran el 29 de junio (San Pedro y San Pablo) en Torres de Barbués y el 26 de julio (Santa Ana) en Valfonda de Santa Ana.
- El gentilicio es "torresinos" y "valfondinos".